# Hyphoporus severini
Hyphoporus severini är en skalbaggsart som beskrevs av Régimbart 1892. Hyphoporus severini ingår i släktet Hyphoporus och familjen dykare. Inga underarter finns listade i Catalogue of Life.